# Domingo Ibáñez de Erquicia
El Fraile Domingo Ibáñez de Erquicia (c. 1589, Régil, Guipúzcoa, España - 13 de agosto de 1633, Nagasaki, Japón) fue un santo católico español. En 1605, profesó en la Orden de Predicadores y en 1611, llegó a Filipinas, donde trabajó como misionero en Pangasinán y más tarde como profesor de Teología en la Universidad de Santo Tomás (Filipinas).
En 1623, partió hacia Japón, cuando la persecución era la más violenta. Durante diez años trabajó entre los cristianos, para consolarlos, reconciliar a los apóstatas, administrando los sacramentos en circunstancias dolorosamente difíciles. Constantemente buscado por las autoridades, y deseando el martirio, fue capturado en julio de 1633 e internado en la prisión de Nagoya. Llevado a Nagasaki, y tras negarse a renunciar a su fe, fue puesto en el tormento de la horca y del pozo el 13 de agosto de 1633 y murió al día siguiente.
Ibáñez fue ayudado en sus esfuerzos misioneros por Francisco Shoyemon, un laico japonés que más tarde fue recibido en la Orden de Predicadores como hermano cooperador dominico. Shoyemon sirvió como catequista y traductor, y cuando Ibáñez fue encarcelado, Shoyemon estuvo con él. Fue mientras estaban en la cárcel que Ibáñez recibió a Shoyemon en la Orden Dominica como hermano cooperador. Los dos compañeros de trabajo en la fe fueron condenados a muerte en el mismo día.

## Causa de beatificación y canonización
El Positio Super Introductione Causae o la causa de beatificación fue escrito por el respetado historiador, Fray Fidel Villarroel, O.P., que llevó a su beatificación durante la visita papal de Juan Pablo II a Filipinas. Fue la primera ceremonia de beatificación que se celebrará fuera de la Ciudad del Vaticano en la historia.